# Вперед, гвардійці!
«Вперед, гвардійці!» — радянський пригодницький детективний дитячий телефільм 1971 року. Прем'єра по телебаченню відбулася 2 травня 1972 року (Москва).

## Сюжет
П'ятеро старшокласників разом з однокласниками готуються до гри в «Зірницю», але для них ця гра вже не цікава, з її дерев'яними рушницями і автоматами. В цей же час відбувається розкрадання скарбу древніх срібних монет, знайденого нещодавно археологами при розкопках. Друзі вирішують спробувати себе в ролі детективів і з'ясувати, хто ж вкрав скарб.

## У ролях
- Г. Фаромузова — Заріна
- С. Міробшоєв — Сафар
- Міравзал Міршакаров — Давлат
- В. Чандилов — Саня
- Б. Газі — Карім
- Махмуд Тахірі — Саїд
- Анвар Тураєв — Анвар
- Сайдо Курбанов (дюблював Олександр Бєлявський) — Мурад
- Адіба Шаріпова — Лейлі
- Вахтанг Головянц — Меджнун
- Дільбар Умарова — Назіра Бакіївна, вчителька
- Антанас Габренас (дублював Микола Граббе) — військовик
- Семен Фарада — піонервожатий
- Нозукмо Шомансурова — тітка Заріни
- Мушарафа Касимова — мати тітки Заріни
- Галина Савельєва — подруга тітки Заріни
- О. Калініна — Наташа
- Ч. Тахірі — епізод
- Ш. Бурнашев — епізод
- М. Мулоджанов — епізод

## Знімальна група
- Режисер: Валерій Ахадов
- Сценаристи: Мірсаїд Міршакар, Аркадій Інін
- Оператор: Віктор Мірзаянц
- Композитори: Толіб-хон Шахіді, Марк Кармінський
- Художники: Леонід Шпонько, А. Касимов